# Max-Josefs-Platz

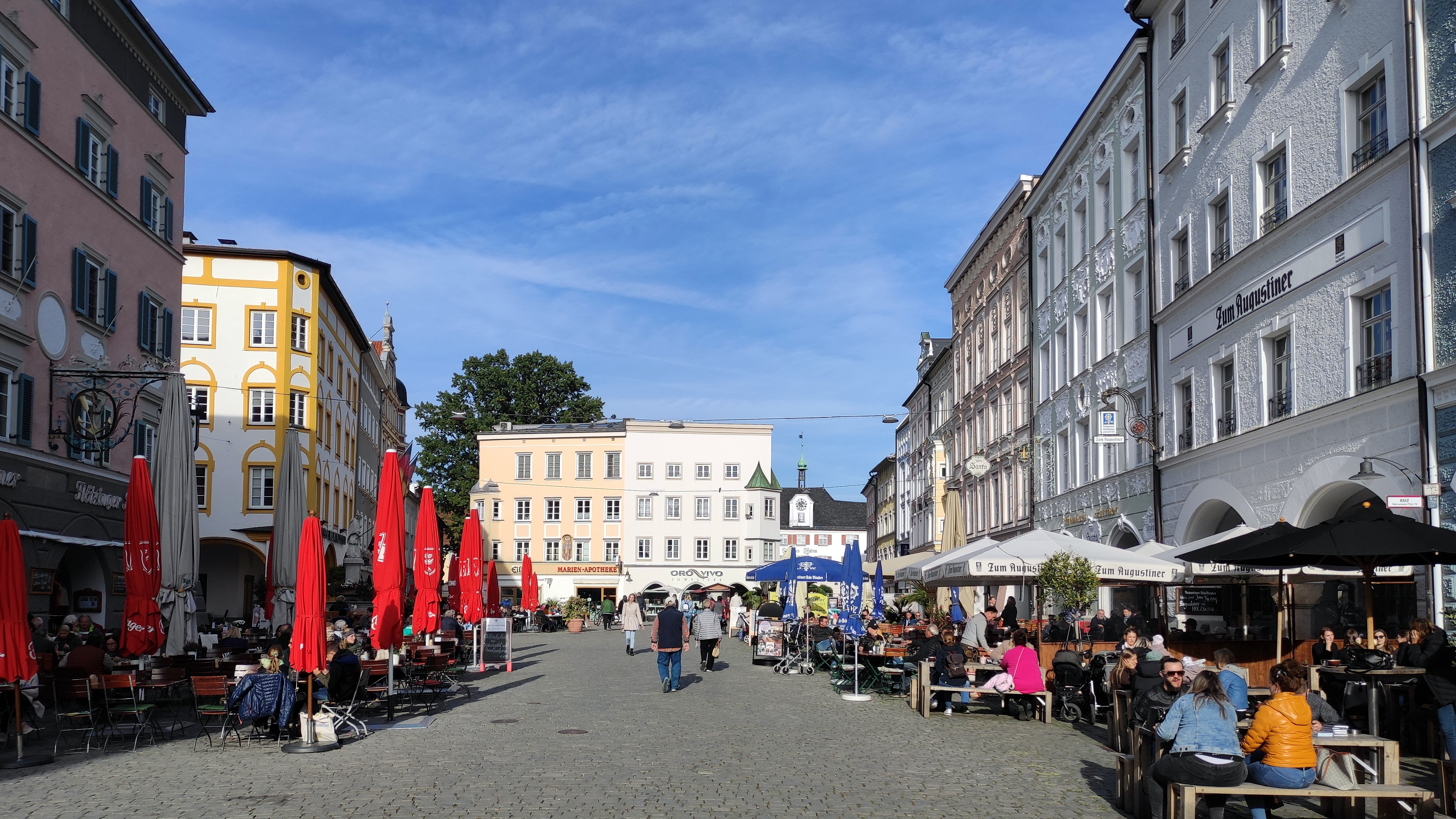
Max-Josefs-Platz

Der Max-Josefs-Platz ist der zentrale Platz in der oberbayerischen Stadt Rosenheim. Ursprünglich als Marktplatz konzipiert, entwickelte er sich über die Jahrhunderte zu einem bedeutenden Handels- und Versammlungsort. Seit 1984 ist der Platz eine Fußgängerzone. Er ist in der Liste der Baudenkmäler in Rosenheim als Ensemble unter der Nr. E-1-63-000-5 eingetragen.

## Geschichte

### Mittelalterliche Entstehung
Der Max-Josefs-Platz entstand bereits im 13. und 14. Jahrhundert in der für Altbayern typischen Form eines langgestreckten Straßenmarktes.
Ursprünglich wurde er als Innerer Markt bezeichnet und war ein zentraler Handelsplatz, auf dem bis zum Ersten Weltkrieg die Getreideschranne stattfand.

### Namensgebung
Seinen heutigen Namen erhielt der Platz zu Beginn des 19. Jahrhunderts, als Bayern 1806 zum Königreich erhoben wurde. Offiziell wurde die Umbenennung zu Ehren von König Max I. Joseph jedoch erst 1882 bei der Neunummerierung der Straßen festgelegt.

### Umwandlung zur Fußgängerzone 1984
Bis in die 1980er Jahre war der Max-Josefs-Platz einer der verkehrsreichsten Plätze Rosenheims. Aufgrund der steigenden Verkehrsbelastung wurde ab den 1950er Jahren über eine Umgestaltung diskutiert. Erste Versuche zur Sperrung des Platzes für den Verkehr fanden in der Vorweihnachtszeit 1972 statt, stießen aber auf Widerstand.
Erst nach der Fertigstellung einer zweiten Innbrücke konnte die Innenstadt verkehrstechnisch entlastet werden. 1983 gewann ein fünfköpfiges Architektenteam einen Wettbewerb zur Gestaltung der Fußgängerzone, woraufhin ein kleinteiliges Pflaster verlegt und Gehsteige entfernt wurden. Anders als in anderen Städten wurde mit Rücksicht auf die Architektur bewusst auf Bäume und feste Einbauten verzichtet.
Im November 1984 wurde der erste Bauabschnitt der Fußgängerzone offiziell eingeweiht.

## Architektonische Entwicklung

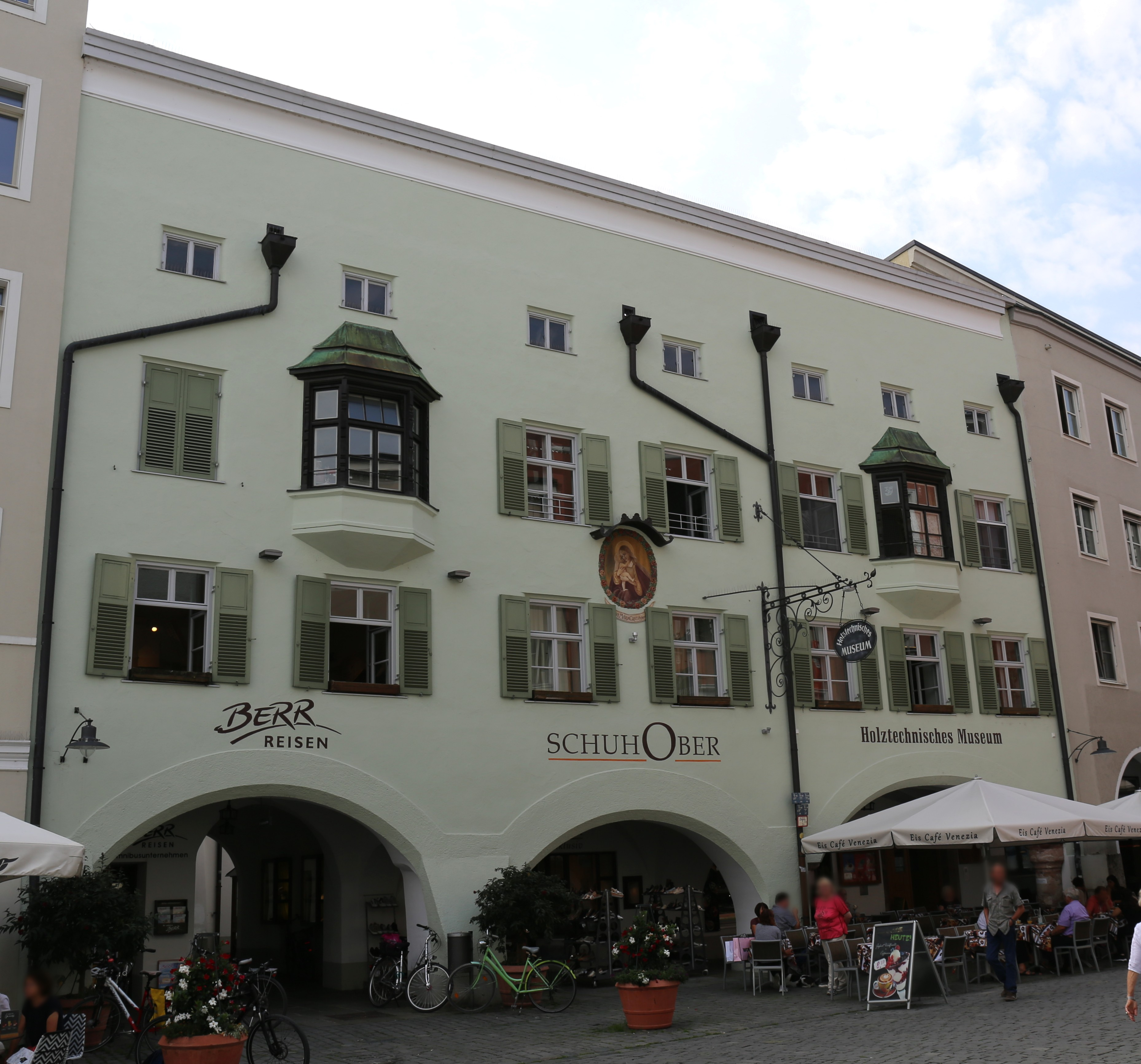
Nummer 4
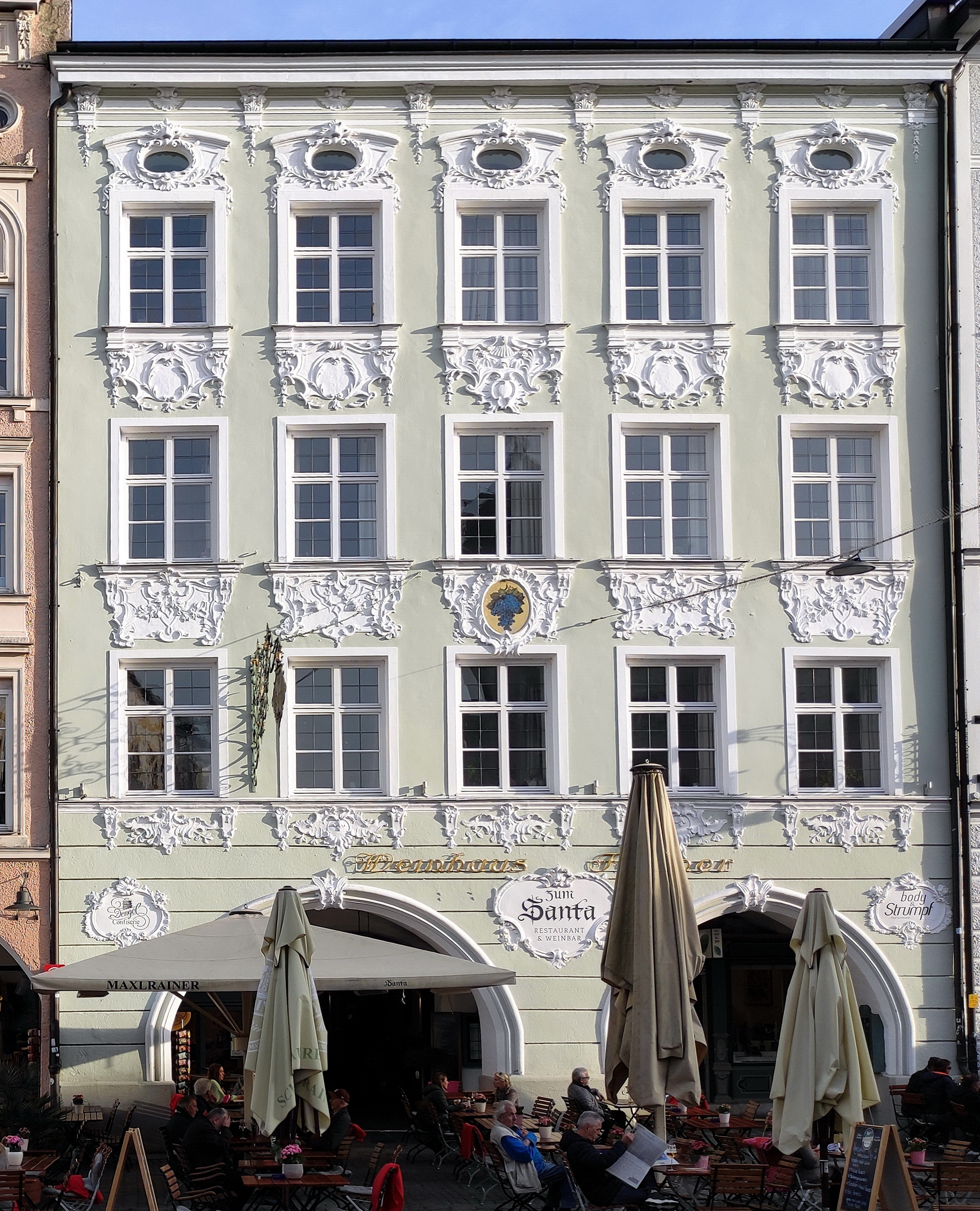
Nummer 20
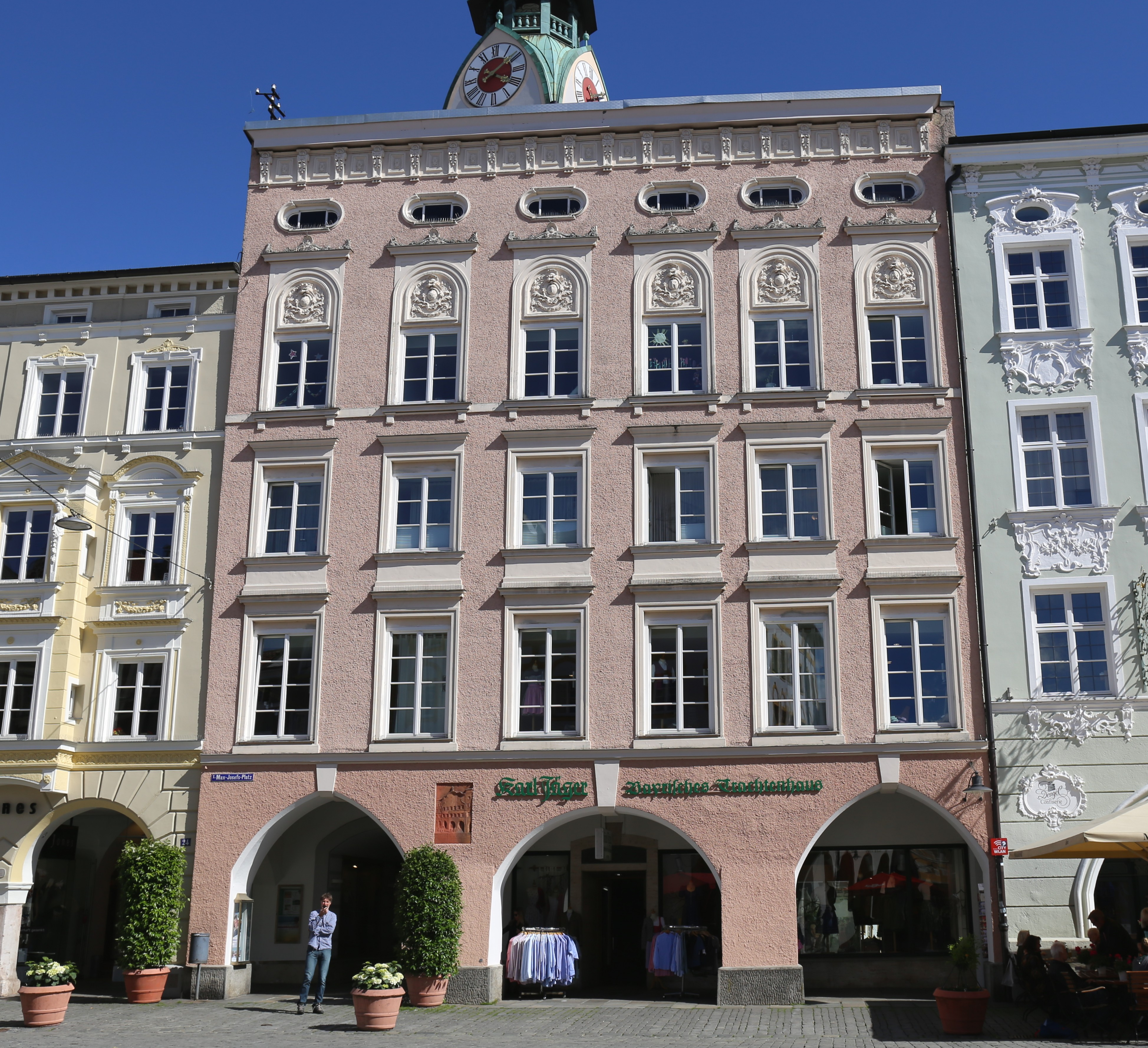
Nummer 22
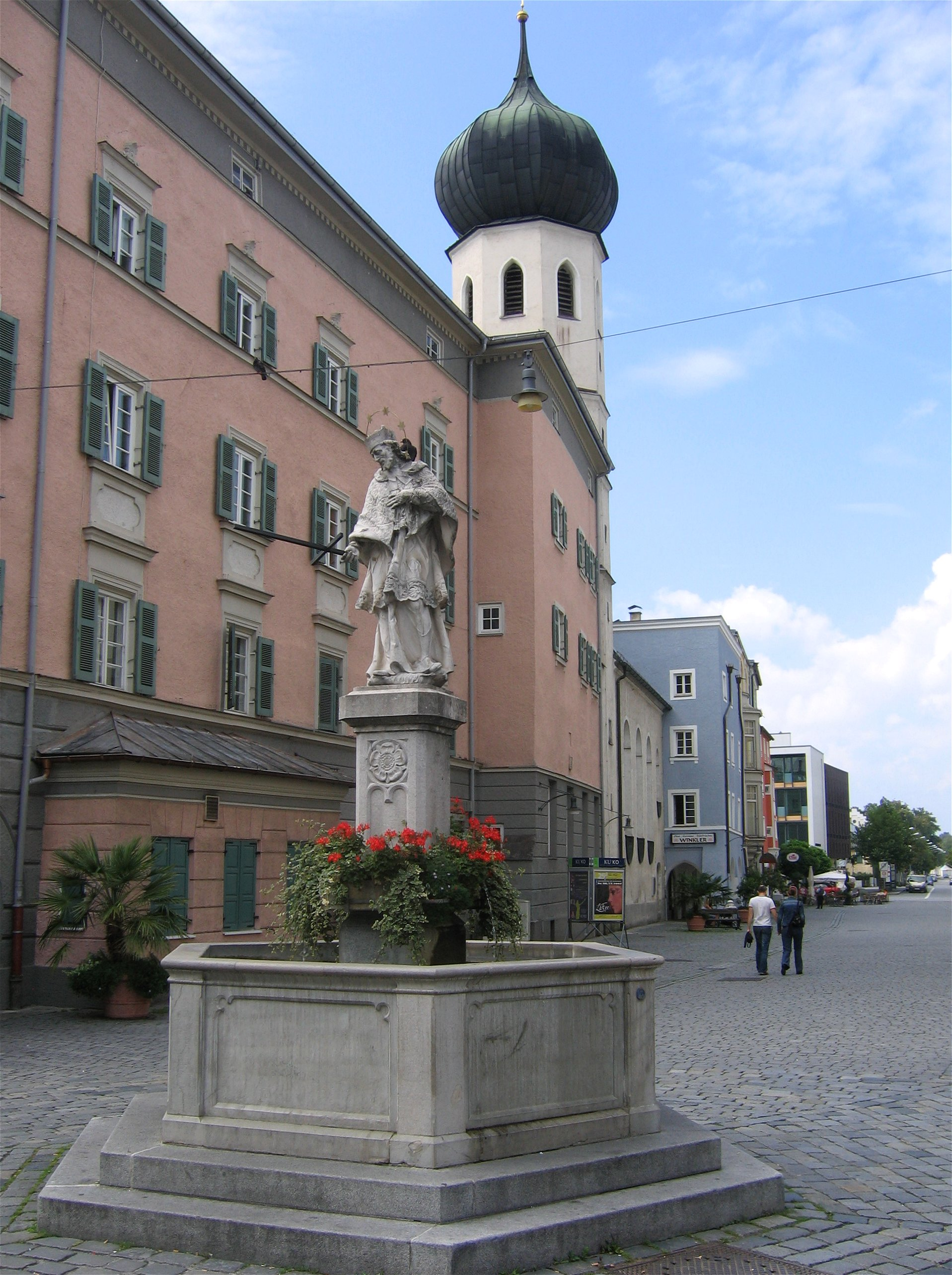
Nepomuk-Brunnen

Die den Platz umgebenden Häuser sind im Inn-Salzach-Stil errichtet. Der Großteil der heutigen Gebäude entstand nach dem Stadtbrand von 1641, bei dem große Teile Rosenheims zerstört wurden. Ursprünglich schmale Holzhäuser wurden zu größeren Patrizierhäusern zusammengelegt.
Besonders markante Gebäude sind unter anderem:
- Haus Nr. 4 (Ellmaier-Haus): In diesem renovierten Innstadthaus mit einer sogenannten Himmelsleiter befindet sich seit 1990 im ersten Stock das Holztechnische Museum.
- Haus Nr. 20 (Fortner-Haus): Das Weinhaus Fortner „Zum Santa“ ist das einzige Bürgerhaus in Rosenheim mit einer Rokoko-Stuckfassade.
- Haus Nr. 22 (ehemaliges Rathaus): Das Gebäude diente von 1641 bis 1878 als Sitz der Stadtverwaltung. Die Getreidesäcke auf einer Relieftafel erinnern an die frühere Handelsnutzung.[5]

In der Mitte des Platzes befindet sich ein Brunnen mit der Figur des hl. Johann Nepomuk, ein Werk des Salzburger Bildhauers Franz de Paula Hitzl aus dem Jahr 1773.

## Heutige Nutzung und Veranstaltungen
Seit 1984 findet auf dem Platz alljährlich der Christkindlmarkt von Rosenheim statt. Auch das Stadtfest findet unter anderem dort statt.